# Marco Island
Marco Island ist eine Stadt im Collier County im US-Bundesstaat Florida mit 15.760 Einwohnern (Stand: 2020).

## Geographie
Marco Island ist nach Immokalee und Naples die drittgrößte Siedlung der Naples–Immokalee–Marco Island Metropolitan Statistical Area, die dem Collier County entspricht. Das Stadtgebiet hat eine Größe von 44,3 km². Die Einwohnerzahl hat sich in den letzten Jahren nicht wesentlich verändert, was auf Grund der Insellage erklärlich ist. Dagegen hat sich die Zahl der Saisongäste mit eigener Wohnung auf über 30.000 erhöht. Nach 1927 wurde im August 1997 Marco zum zweiten Mal zur City (der 400sten in FL) ernannt.

## Geschichte
Eine Bahnstrecke der Atlantic Coast Line Railroad wurde schrittweise von Punta Gorda entlang der Westküste Floridas 1927 bis Marco Island verlängert. Der Abschnitt von Naples nach Marco Island wurde 1944 jedoch wieder stillgelegt.
Von 1983 bis 1986 wurde in Marco Island ein WTA-Tennisturnier ausgetragen.
Im September 2017 zog das Auge von Hurrikan Irma direkt über Marco Island, was schwere Verwüstungen des Stadtgebietes nach sich zog. Wenige Stunden zuvor traf der aus Süden heranziehende Sturm bereits die Florida Keys.

## Demographische Daten
Laut der Volkszählung 2010 verteilten sich die damaligen 16.413 Einwohner auf 17.134 Haushalte. Die Bevölkerungsdichte lag bei 599,0 Einw./km². 95,9 % der Bevölkerung bezeichneten sich als Weiße, 0,5 % als Afroamerikaner, 0,1 % als Indianer und 1,1 % als Asian Americans. 1,6 % gaben die Angehörigkeit zu einer anderen Ethnie und 0,7 % zu mehreren Ethnien an. 7,1 % der Bevölkerung bestand aus Hispanics oder Latinos.
Im Jahr 2010 lebten in 10,9 % aller Haushalte Kinder unter 18 Jahren sowie 60,6 % aller Haushalte Personen mit mindestens 65 Jahren. 68,3 % der Haushalte waren Familienhaushalte (bestehend aus verheirateten Paaren mit oder ohne Nachkommen bzw. einem Elternteil mit Nachkomme). Die durchschnittliche Größe eines Haushalts lag bei 2,00 Personen und die durchschnittliche Familiengröße bei 2,35 Personen.
10,4 % der Bevölkerung waren jünger als 20 Jahre, 9,4 % waren 20 bis 39 Jahre alt, 22,6 % waren 40 bis 59 Jahre alt und 57,8 % waren mindestens 60 Jahre alt. Das mittlere Alter betrug 64 Jahre. 49,0 % der Bevölkerung waren männlich und 51,0 % weiblich.
Das durchschnittliche Jahreseinkommen lag bei 72.418 $, dabei lebten 7,0 % der Bevölkerung unter der Armutsgrenze.
Im Jahr 2000 war Englisch die Muttersprache von 88,21 % der Bevölkerung, spanisch sprachen 4,95 % und 6,84 % hatten eine andere Muttersprache.

## Sehenswürdigkeiten
Am 8. Oktober 1997 wurde das Capt. John Foley Horr House in das National Register of Historic Places eingetragen.

## Kriminalität
Die Kriminalitätsrate lag im Jahr 2010 mit 75 Punkten (US-Durchschnitt: 266 Punkte) im niedrigen Bereich. Es gab drei Vergewaltigungen, einen Raubüberfall, 14 Körperverletzungen, 21 Einbrüche, 135 Diebstähle und fünf Autodiebstähle.

## Persönlichkeiten
- Michael Collins (1930–2021), Astronaut und Kommandokapselpilot bei der ersten geglückten Mondlandung, verbrachte seine letzten Lebensjahre in der Stadt.